# سن-اوربن، کبک
سَن-اوربَن (به فرانسوی: Saint-Urbain) قصبه‌ای در منطقه شهری شارلووا ناحیه کاپیتل-ناسیونال در استان کبک کانادا است. در سرشماری سال ۲۰۱۱ این قصبه ۱٬۴۶۵ نفر جمعیت داشته‌است و مساحت آن ۳۲۷٫۶۸ کیلومتر مربع است.